# Dahlica achajensis
Dahlica achajensis is een vlinder uit de familie zakjesdragers (Psychidae). De wetenschappelijke naam van deze soort is, als Solenobia achajensis, voor het eerst geldig gepubliceerd in 1966 door Leo Sieder. De combinatie in het geslacht Dahlica werd gemaakt in 1985 door de Freina & Witt.
De soort komt voor in Europa.

## Type
- holotype: "male. 9.IV.1965. leg. Sieder"
- instituut: MWM, München, Duitsland
- typelocatie: "Greece, Peloponnes, Megaspiläon/Zachlorou, 1000 m"